# François Augustin Boisverd
François Augustin Raymond Boisverd est un homme politique français né le 17 avril 1745 à Veurey (Isère), où il est décédé le 16 octobre 1819.
Conseiller correcteur à la Chambre des comptes du Dauphiné, il est membre du directoire du département puis conseiller d'arrondissement. Il est élu député de l'Isère au Conseil des Cinq-Cents le 23 germinal an VI.